# 布罗赛
布罗赛（法語：Brossay，法語發音：[bʁɔsɛ] ⓘ）是法国曼恩-卢瓦尔省的一个市镇，位于该省东南部，属于索米尔区。

## 地理
布罗赛（47°9'51"N, 0°12'41"W）面积4.79 平方千米，位于法国卢瓦尔河地区大区曼恩-卢瓦尔省，该省份为法国西部内陆省份，大致对应安茹地区，北起顺时针与马耶讷省、萨尔特省、安德尔-卢瓦尔省、维埃纳省、德塞夫勒省、旺代省、大西洋卢瓦尔省和伊勒-维莱讷省接壤。
与布罗赛接壤的市镇（或旧市镇、城区）包括：锡宰拉马德莱娜、沃代尔奈、安茹地区杜埃。

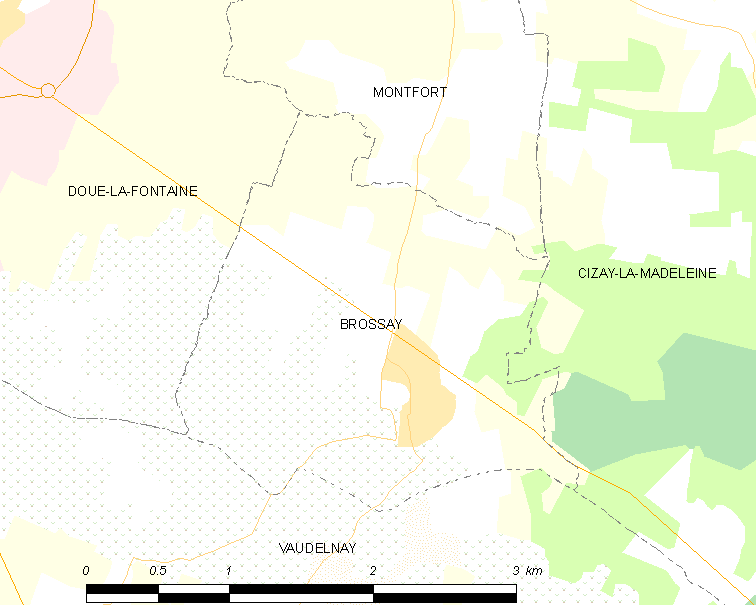
布罗赛的OSM定位图

布罗赛的时区为UTC+01:00、UTC+02:00（夏令时）。

## 行政
布罗赛的邮政编码为49700，INSEE市镇编码为49053。

## 政治
布罗赛所属的省级选区为安茹地区杜埃县。

## 人口

1962-2008年间布罗赛人口变化图示

布罗赛于2022年1月1日时的人口数量为348人。